# Ludmiła Ladowa
Ludmiła Aleksiejewna Ladowa, ros. Людмила Алексеевна Лядова (ur. 29 marca 1925 w Swierdłowsku, zm. 10 marca 2021 w Moskwie) – radziecka i rosyjska kompozytorka, pianistka, piosenkarka estradowa, Zasłużony Działacz Sztuk RFSRR (1975), Ludowy Artysta RFSRR (1984).
Była córką śpiewaka operowego i chórmistrzyni. Uczyła się w szkole muzycznej w klasie fortepianu, w 1948 ukończyła konserwatorium w Swierdłowsku (obecnie Jekaterynburg). W 1951 została przyjęta do Związku Kompozytorów ZSRR i przeniosła się do Moskwy. W 2015 otrzymała honorowe obywatelstwo obwodu swierdłowskiego.
Zmarła w wyniku powikłań spowodowanych infekcją koronawirusem. Pochowana na Cmentarzu Kuncewskim w Moskwie.

## Odznaczenia
- Order „Za zasługi dla Ojczyzny” III klasy (8 czerwca 2005)
- Order „Za zasługi dla Ojczyzny” IV klasy (17 marca 2000)
- Order Honoru (4 maja 2011)
- Order Przyjaźni (2 sierpnia 1997)[4]
- Medal „Za pracowniczą wybitność”
- Medal „Za rozwój dziewiczych ziem”